# Nikolai Leonidowitsch Meschtscherjakow

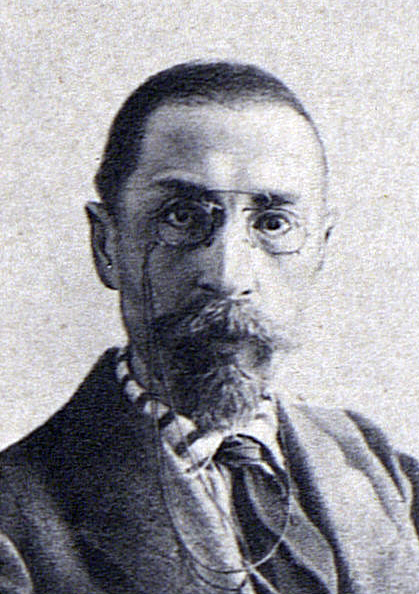
Nikolai Leonidowitsch Meschtscherjakow

Nikolai Leonidowitsch Meschtscherjakow (russisch Николай Леонидович Мещеряков; * 25. Februar 1865 in Saraisk; † 3. April 1942 in Kasan) war ein russischer Schriftsteller, Publizist, Revolutionär und Zensor.

## Leben
Als Sohn eines Agronomen studierte er von 1885 bis 1886 am Technologischen Institut in St. Petersburg. Im Jahre 1880 hatte er sich erstmals bei der Narodnaja Wolja (Partei des Volkswillens) politisch betätigt. Im Jahr 1886 verhaftete man ihn und er wurde in die Provinz Rjasan verbannt. Nach Belgien emigrierte er im Jahre 1893.
Mitglied der Liga der Russischen Sozialdemokraten wurde er im Jahre 1901. In Belgien leitete er die Herausgabe der Zeitung Iskra. Danach reiste er 1902 nach Moskau und arbeitete dort für die Iskra weiter. Im Jahre 1906 wurde er Mitglied des Moskauer Bezirkskomitees in der SDAPR. Im Oktober 1906 wurde er wieder verhaftet. Im Jahre 1909 musste er zur Verbannung nach Jenisseisk. Nach Krasnojarsk ging er im Jahre 1913, um dort als Ingenieur zu arbeiten.
Nach der Februarrevolution betätigte er sich 1917 im Parteikomitee der SDAPR von Krasnojarsk. Auch wirkte er als Journalist bei der dortigen Zeitung Krasnojarski Rabotschi. Zurück in Moskau leitete er den Moskauer Gouvernementssowjet. Dort gehörte er auch dem Gouvernementskomitee der SDAPR an und arbeitete bei der Zeitung Sozialdemokrat mit. Im Zuge der Oktoberrevolution betätigte er sich als Redakteur bei der Zeitung Iswestija des Moskauer Gouvernementssowjets. Nach der Revolution wirkte er bei der Zeitung Iswestija Mossoweta mit. Von 1918 bis 1922 arbeitete er für die Zeitung Prawda.
Von 1921 bis 1924 arbeitete er bei verschiedenen Institutionen, wie bei der Zentrale der Konsumenten, der Komintern, der Krestintern und beim Internationalen Agrarinstitut. Im Jahr 1922 wurde er für kurze Zeit der erste Direktor der sowjetischen Zensurbehörde Glawlit (→Zensur in der Sowjetunion). Ab 1924 übernahm er Aufgaben als stellvertretender Chefredakteur bei der  Großen Sowjetischen Enzyklopädie. Von 1927 bis 1938 arbeitete er an der Herausgabe der Kleinen Sowjetischen Enzyklopädie. Weiterhin arbeitete er als Redakteur bei der Zeitschrift Nauka i Schisn (Wissenschaft und Leben) mit.
Weiterhin gab er Werke von russischen Schriftstellern heraus. Ab 1939 war er Korrespondierendes Mitglied der Akademie der Wissenschaften der UdSSR. Im Jahre 1934 veröffentlichte er eine Geschichte der Kommunistischen Partei.